# لاک‌پشت پشت‌اره‌ای باربور
لاک‌پشت پشت اره‌ای باربور (نام علمی: Graptemys barbouri) نام یک گونه از زیرراسته نهان‌گردن است. ابن گونه بوم‌زاد ایالات متحده آمریکا است. این گونه در حوزه رودخانه‌هایی آلاباما، فلوریدای و جورجیا یافت می‌شود. لاک‌پشت پشت اره‌ای باربور در طول زندگی می‌تواند ۹–۱۴سانتی‌متر رشد کند. این گونه از انواع نرم‌تنان، حشرات، و ماهی‌ها تغذیه می‌کند.